# داني فيري
داني فيري (بالإنجليزية: Danny Ferry)‏ مواليد 17 أكتوبر 1966 في هايتسفيل، هو لاعب كرة سلة أمريكي سابق بدأ مسيرته الاحترافية في سنة 1989 وحمل الرقم 35. يبلغ طوله 6 قدم 10 بوصة (2.1 م). اعتزل اللعب في 2003.

## فرق لعب لها
- فيرتوس روما
- كليفلاند كافالييرز
- سان أنطونيو سبرز

## روابط خارجية
- داني فيري على موقع إن بي أي (الإنجليزية)
- داني فيري على موقع سبورتس رفرنس (الإنجليزية)
- داني فيري على موقع كرة السلة الأوروبية.كوم (الإنجليزية)
- داني فيري على موقع كلية كرة السلة في سبورتس رفرنس.كوم (الإنجليزية)
- داني فيري على موقع ريلجم (الإنجليزية)
- داني فيري على موقع بروبوليرز (الإنجليزية)